# 田中直紀
田中直紀（1940年6月19日—），日本政治家。日本民主黨所屬參議院議員（3期）、防衛大臣（第10代）、越後交通代表取締役社長。前衆議院議員（3期）。
生於日本石川縣金澤市，原姓鈴木。1969年，與前首相田中角榮的長女田中真紀子結婚後入贅改姓。

## 荣誉

### 日本勋章奖章
- 旭日大绶章（2022年4月29日公布[2]）